# Ospriocerus galadae
Ospriocerus galadae là một loài ruồi trong họ Asilidae. Ospriocerus galadae được Martin miêu tả năm 1968. Loài này phân bố ở vùng Tân Bắc giới.